# Cyperus tacnensis
Cyperus tacnensis är en halvgräsart som beskrevs av Christian Gottfried Daniel Nees von Esenbeck och Franz Julius Ferdinand Meyen. Cyperus tacnensis ingår i släktet papyrusar, och familjen halvgräs.

## Underarter
Arten delas in i följande underarter:
- C. t. tacnensis
- C. t. tarijensis
- C. t. weberbaueri